# The Chain Gang of 1974
The Chain Gang of 1974 is een Amerikaans indietronicaproject en het pseudoniem van voorman Kamtin Mohager (San Jose, 31 juli 1985). Mohager is een multi-instrumentalist en dj. Hij is woonachtig in Beachwood Canyon, een gemeenschap in Hollywood in Los Angeles te Californië.

## Biografie

### Jeugd
Mohager werd geboren in Californië maar groeide op in Hawaï. Na tien jaar verhuisde hij naar Denver in Colorado. Mohager wilde oorspronkelijk hockey spelen maar veranderde van gedachten toen hij Everybody Wants to Rule the World van het Britse popduo Tears for Fears hoorde in de film Real Genius.

### Beginjaren (2006-2010)
In 2006 en 2007 maakte Mohager deel uit van de alternatieve rockband The Vanity, samen met zijn twee broers en een vriend. De band heeft een album opgenomen, maar nooit uitgebracht. Mohager voorzag het einde van de band en startte in december 2006 met het project The Chain Gang of 1974, gebruik makend van de opnameapparatuur die al was aangeschaft voor The Vanity. Op 24 februari 2007 verscheen de ep The Dirt EP. Op 16 januari 2008 volgde de ep When The Apple Drops. Op 31 januari 2010 bracht Mohager deze ep's in eigen beheer gecombineerd digitaal uit als Fantastic Nostalgic: The Early Recordings.
Van 2008 tot 2010 vergezelde Mohager het popduo 3OH!3 als bassist tijdens tournees. In die periode bracht 3OH!3 het succesvolle album Want uit waar de hitsingles Don't trust me en Starstrukk van afkomstig zijn.

### White GutsenWayward Fire(2010-2011)
In 2010 verscheen het debuutalbum White Guts. Het van dit album afkomstige lied Make My Body belandde op de soundtrack van de horrorfilm Scream 4. Later dat jaar verhuisde Mohager naar Los Angeles. Hij kreeg een platencontract aangeboden bij Modern Art Records en gaf zijn tweede album Wayward Fire uit. Ook van dit album verscheen werk in soundtracks; de single Hold On op FIFA 12 en Devil Is A Lady op MLB 12: The Show en FIFA Street 4.

### Daydream Forever(2012-2015)
Mohager's derde album Daydream Forever kwam uit in 2014. Opnieuw verschenen singles op soundtracks. Vooral Sleepwalking, gebruikt in het computerspel Grand Theft Auto V, scoorde hoge ogen. Het lied werd genomineerd voor een Spike Video Game Award in de categorie Best Song in a Game. Sleepwalking kwam in de hitlijsten terecht in Frankrijk en het Verenigd Koninkrijk. De single Miko kwam op de soundtrack van FIFA 14 terecht en de single You op de soundtrack van de MTV-realityserie Real World: Ex-Plosion.
In 2015 startte Mohager samen met Marshall Gallagher (Swing Hero) en Anthony Salazar het project Teenage Wrist. Het trio heeft de ep Dazed nog datzelfde jaar uitgebracht.

### Felt(2016-heden)
Op 26 maart 2017 werd het album Felt aangekondigd dat uitgegeven wordt onder Caroline Records. Op dat moment waren er drie singles uitgebracht. Op 9 september 2016 verscheen de single I Still Wonder. In de videoclip van de tweede single Slow is Curt Smith van Tears for Fears te zien in een cameo. De single kwam uit op 18 november 2016. De derde single Wallflowers verscheen op 24 maart 2017.

## Discografie

### Ep's
- The Dirt EP, 2007
- When The Apple Drops, 2008
- Dazed (Teenage Wrist), 2015

### Albums
- Fantastic Nostalgic: The Early Recordings, 2010
- White Guts, 2010
- Wayward Fire, 2011
- Daydream Forever, 2014
- Good Danny's, 2014
- Felt, 2016

### Liederen op soundtracks
| Titel           | Medium                 | Soort          | Jaar |
| --------------- | ---------------------- | -------------- | ---- |
| Make My Body    | Scream 4               | Film           | 2011 |
| Hold On         | FIFA 12                | Computerspel   | 2011 |
| Devil Is a Lady | MLB 12: The Show       | Computerspel   | 2012 |
| Devil Is a Lady | FIFA Street 4          | Computerspel   | 2012 |
| Undercover      | FIFA Street 4          | Computerspel   | 2012 |
| Sleepwalking    | Grand Theft Auto V     | Computerspel   | 2013 |
| Miko            | FIFA 14                | Computerspel   | 2013 |
| You             | Real World: Ex-Plosion | Televisieserie | 2014 |

## Bezetting tijdens tournees
- Brandon Anamier, drums (2008-2013)
- Jacob Bond, gitaar en synthesizer (2011-2014)
- Eric Halvosen, gitaar (2017)
- Luc Laurent, drums (2013-2014)
- Justin Renaud, gitaar en synthesizer (2010-2011)
- Michael Spear, basgitaar en synthesizer (2011)
- Sam Tiger, basgitaar en synthesizer (2012-2014)
- Tyler Venter, basgitaar (2010-2011)